# بسیم فاگو
بسیم فاگو (آلبانیایی: Besim Fagu; ۱۰ مارس ۱۹۲۵ – ۱ ژانویهٔ ۱۹۹۹) بازیکن فوتبال اهل آلبانی بود.
از باشگاه‌هایی که در آن بازی کرده‌است می‌توان به باشگاه فوتبال پارتیزانی تیرانا و باشگاه فوتبال تیرانا اشاره کرد.
وی همچنین در تیم ملی فوتبال آلبانی بازی کرده‌است.